# Левицький Ярослав Володимирович
Левицький Ярослав Володимирович (14 квітня 1897, Винники, Галичина — 28 січня 1961, Трентон, Нью-Джерсі, США) — активний громадський діяч Винник біля Львова, український правник, старшина УГА. Син Володимира Левицького (Лукича).

## Біографія
1918–1920 — старшина УГА, брав активну участь в українсько-польській війні 1918—1919.
У жовтні 1920 як демобілізований старшина УГА повернувся до Винник.
1920-1921 — разом з однодумцями готував перепоховання січових стрільців на Винниківському цвинтарі, створив разом з о. Григорієм Гірняком похоронний комітет. 21 вересня 1921 тіла січових стрільців були урочисто перепоховані, а в червні 1922 на Винниківському цвинтарі відбулося урочисте відкриття першого в Україні пам'ятника січовим стрільцям.
За активної участі Я.Левицького восени 1932 у Винниках відкрили перший в Західній Україні Народний Університет (120 слухачів щодня відвідували вечірні лекції).
1941–1944 — директор Винниківської української школи.
Його спогади вміщені у книзі М.Влоха «Винники. Звенигород. Унів та довкільні села» (розділ V — «Від національного відродження до визвольної боротьби»).